# Javier Cámpora
Pour les articles homonymes, voir Cámpora.
Javier Edgardo Cámpora est un footballeur argentin né le 7 janvier 1980 à Rosario (Argentine). Il évolue actuellement au poste d'attaquant à All Boys.

## Biographie
Il fait ses débuts professionnels en Argentine, avec le club de Rosario Central en 1998. 
Après un passage par le Fénix en Uruguay de 2001 à 2003, avec lequel il marque 17 buts en 54 matchs, il tente de nouveau sa chance au Rosario Central et termine la saison ayant inscrit 8 buts pour 24 matchs joués. Après un détour par le Deportes Concepción au Chili, Javier Campora est transféré en 2005 au Club Atlético Tiro Federal Argentino, où il réalise sa plus belle saison jusqu'à présent puisqu'il marque 18 buts en 36 rencontres. Cette prouesse lui vaut un transfert au prestigieux CD Cruz Azul en 2006, où il évoluera durant une saison, mais ne parvient pas à s'imposer. Ainsi, il part se refaire une santé au Jaguares de Chiapas en 2007 et au CF Puebla en 2008 où il marquera 17 buts au total sur deux saisons et 47 matchs joués. 
En janvier 2009 il signe à l'Aris FC pour une durée d'une saison et demie, et ne tarde pas à montrer ses qualités d'avant-centre, marquant 5 buts en 9 matchs.

## Clubs successifs
- 1998-2001 :  CA Rosario Central
- 2001-2003 :  CA Fénix
- 2003-déc. 2004 :  CA Rosario Central
- jan. 2005-2005 :  Deportes Concepción
- 2005-2006 :  Tiro Federal
- 2006-déc. 2006 :  Cruz Azul
- jan. 2007-2007-déc. 2007 :  Jaguares de Chiapas
- jan. 2008-jan. 2009 :  CF Puebla
- jan. 2009-2010 :  Aris Salonique
- 2010-jan. 2011 :  Colo Colo
- jan. 2011-2012 :  CA Huracan
- 2012-2013 :  Racing Club
- depuis 2013 :  All Boys